# 謙虚な請願と勧告
謙虚な請願と勧告（けんきょなせいがんとかんこく、英: Humble Petition and Advice）とは、かつて清教徒革命期のイングランド共和国で1657年5月25日に制定された法律（請願）である。イギリス史上初の成文憲法だった統治章典に続く憲法で、王政への回帰と諸制度の復活を記し統治章典の欠点を改善した内容が盛り込まれた。

## 経過
統治章典に基づく護国卿オリバー・クロムウェルを中心とした政権は第一議会の批判運動で早くも動揺、1655年の議会解散で統治章典は批准されず政権は不安定な状態に置かれた。軍政監設置も不評で財政難により1656年9月17日に召集した第二議会でも国務会議の非難と軍政監廃止など反政府論陣が張られ、政局は不安定なままだった。
転機となったのは1657年1月、クロムウェル暗殺未遂事件が発覚した時である。彼に万が一のことがあった場合が討議され、ロンドンの商人クリストファー・パックら富裕層が社会の安定を願いクロムウェルの国王即位を提案した。背後にクロムウェルの側近のブロッグヒル男爵ロジャー・ボイルやジョン・サーローの関与もあった。
従来の体制、すなわちイングランド共和国に廃止された王政への回帰を図った議会は大勢が賛成し、3月に統治章典廃止による新たな憲法制定とクロムウェルへの王位奉呈を可決したが、ニューモデル軍幹部でクロムウェルの腹心ジョン・ランバート、チャールズ・フリートウッドを始めとするクロムウェルの多くの友人・部下達が即位に反対しクロムウェル本人も拒否し続けていたため、5月8日の議会で彼は最終的に王位を拒否、議会も受け入れ王号問題は立ち消えとなった。とはいえ政治的安定を願うクロムウェルは旧来の制度回帰へ心を傾け、王号を除く議会の新憲法制定を承諾して両者の思惑は一致、25日に謙虚な請願と勧告と名付けられた憲法が成立、6月26日にクロムウェルは新体制下の護国卿に就任し議会は休会した。
謙虚な請願と勧告の特徴は共和国に廃止された王政の機関が復活した点にあり、議会は下院の一院制から二院制に戻され、護国卿指名の議員70名からなる第二院と名付けられた上院同然の政治機関が発足、権力乱用が問題視された国務会議は名称を枢密院に改められ権限を弱められた。また統治章典で問題にされた議会の弱い権限が強化され、下院議員は下院の同意なしに追放されない、議会は3年に1回護国卿により召集される、護国卿の立法・課税・第二院議員指名および政府と軍の歳入は議会の同意が必要と規定され、コモン・ローで重視された議会の権利が確認された。護国卿の権力も強化され後継者指名権が認められ、政府の年間収入130万ポンドと3年間の戦費支出60万ポンドも認められた。クロムウェルは依然として王ではないがそれに近い権力者となり合法的に正統性も確保、議会も権限強化で立憲君主制に似た議会主義の政治形態に改定、権力均衡が重視される伝統の回帰で社会安定が図られた。
体制は転換されたが1658年1月20日に議会が再開されると、クロムウェルの指名で下院から第二院へ移った議員40名の代わりに共和主義者が下院へ入ったため、政治的安定は得られなかった。共和派の策謀で政治は混乱、2月にクロムウェルの議会解散で混乱は回避されたが、9月に彼が死去したため護国卿時代および共和国は終焉へ向かった。共和国は存続出来なかったが社会に根強い伝統の回帰は加速され、1660年の王政復古として結実した。